# Oscillation australe
L'oscillation australe est un phénomène météorologique découvert au début du XXe siècle par le mathématicien anglais Sir Gilbert Walker, directeur général des observatoires météorologiques des Indes.
Il découvrit que la pression atmosphérique au niveau de la mer oscille régulièrement dans l'océan Pacifique sud entre un « indice haut » et un « indice bas », phénomène que Walker baptisa l'oscillation australe. Ainsi en novembre, la pression est plus élevée à l’est de Tahiti qu'à l’ouest. Cette différence de pression le long de l’équateur crée une circulation des masses d'air vers l’ouest. À d'autres époques, le phénomène inverse se produit : pression plus élevée à l'ouest de Tahiti, affaiblissement des alizés de surface et déplacement des masses d'air vers l’est. Cette phase d’indice bas est généralement accompagnée d'un El Niño. L'oscillation australe et le El Niño combinés donnent l'ENSO.

## Mécanisme de formation

### Circulation de Walker

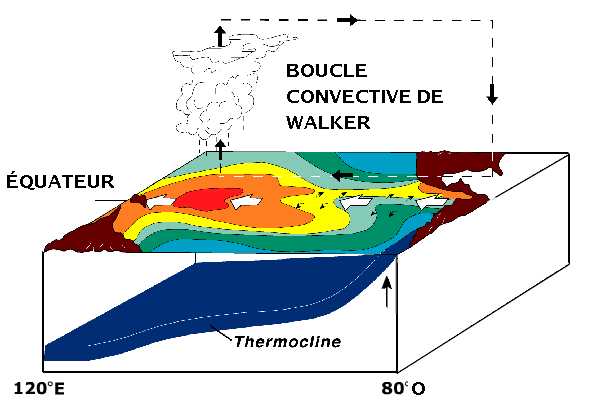
Circulation convective normale de Walker

La circulation atmosphérique dans les Tropiques est celle des cellules de Hadley, soit une circulation directe de l'air en surface vers l'équateur où la convergence crée une bande orageuse appelée la zone de convergence intertropicale. La force de Coriolis est faible à ces latitudes, mais suffisante pour créer une déviation vers l'ouest de la circulation, créant les alizés (du nord-est dans l'hémisphère nord et du sud-est dans celui du sud).
Les effets locaux sont cependant très importants, modulent la circulation et créent des sous-cellules. Ces dernières sont influencées par la différence de friction des surfaces, par la capacité d'absorption et de relâchement différentielle de chaleur entre les océans et la terre, ainsi que par le cycle diurne d'ensoleillement. À grande échelle, ce cycle diurne peut devenir saisonnier ou même pluriannuel. La cellule du Pacifique, entièrement océanique, est particulièrement importante. On lui a donné le nom de cellule de Walker en l'honneur de Sir Gilbert Walker, directeur au début du XXe siècle des observatoires météorologiques d'Inde. Il essaya de trouver un moyen de prédire les vents de mousson. Bien qu'il ne réussît pas, son travail le conduisit à la découverte d'une variation périodique de pression entre les océans Indien et Pacifique, qu'il dénomma l'oscillation australe.
Le courant de Humboldt, venant de l'Antarctique, refroidit la côte de l'Amérique du Sud. Il y a donc une grande différence de température entre l'ouest et l'est de ce vaste océan, qui donne lieu à une circulation directe semblable à celle de Hadley. On note de la convection dans la partie ouest du Pacifique, près de l'Asie et de l'Australie et de la subsidence dans un anticyclone le long de la côte de l'Amérique du Sud. Ceci crée une forte circulation de retour par l'est qui produit un effet de sèche : le niveau de la mer est de 60 cm plus haut dans le Pacifique Ouest que dans l'Est.

### Effondrement de la cellule

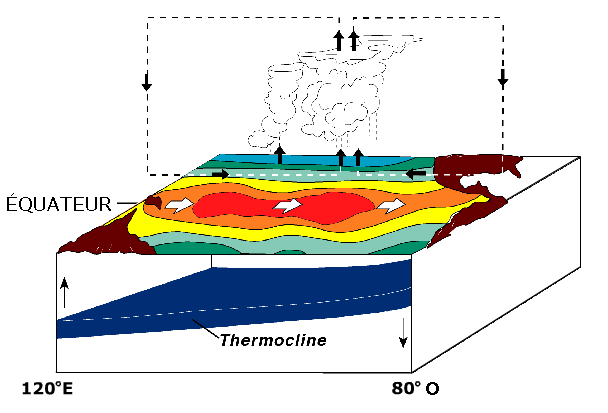
La diminution des alizés perturbe le cycle de Walker et laisse l'eau chaude se répandre plus à l'Est

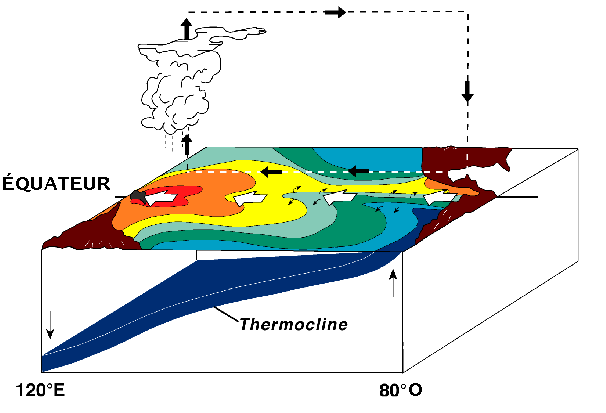
Le renforcement des vents étire la zone couverte par la circulation de Walker et la renforce

Le comportement de la cellule de Walker est la clé principale pour comprendre le phénomène du El Niño et de l'oscillation australe. Si l'activité convective diminue dans le Pacifique Ouest, pour des raisons mal comprises, la cellule s'effondre comme un château de cartes. La circulation d'ouest en altitude diminue ou cesse, ce qui coupe l'apport d'air froid dans le Pacifique Est et le flux de retour par l'est de surface faiblit.
Cela permet à l'eau chaude empilée dans le Pacifique Ouest de dévaler la pente vers l'Amérique du Sud, ce qui change la température de surface de la mer dans ce secteur en plus de perturber les courants marins. Cela change également complètement le patron nuageux et pluviométrique en plus de donner des températures inhabituelles aux deux Amériques, à l'Australie et à l'Afrique du Sud-Est.
Pendant ce temps, dans l'Atlantique, les vents d'altitude d'ouest qui sont en général bloqués par la circulation de Walker peuvent maintenant atteindre une force inhabituelle. Ces forts vents coupent les colonnes ascendantes d'air humide des orages qui normalement s'organisent en ouragans et ainsi diminuent le nombre de ces derniers.

### Renforcement de la cellule
L'opposée du El Niño est La Niña. La convection dans le Pacifique Ouest augmente dans ce cas, ce qui amplifie la cellule de Walker amenant de l'air plus froid le long de la côte de l'Amérique. Cette dernière donne des hivers plus froids en Amérique du Nord et plus d'ouragans dans l'Atlantique. Parce que l'eau chaude est repoussée vers l'ouest par l'anticyclone, cela permet à l'eau froide des profondeurs de remonter sur la côte de l'Amérique du Sud, ce qui donne un meilleur apport de nutriments pour les poissons et amène une pêche excellente. Cependant, le temps demeurant au beau fixe, on note de longues périodes de sécheresse dans la même région.

## Indice de l'oscillation australe
La circulation de Walker crée une variation de pression entre la zone de subsidence dans l'est du Pacifique (haute pression) et celle de mouvement ascendant dans l'ouest (basse pression). En suivant cette variation, les météorologues peuvent donc suivre la phase dans laquelle se trouve le système. La force de l'oscillation australe est donc mesurée par un indice qui est une mesure de la variation mensuelle de la différence de pression de surface moyennée entre Tahiti et Darwin (Australie) ou tout autre doublet de stations de pression entre l'est et l'ouest du Pacifique.
Dans le détail, l'indice d'oscillation australe (IOA) est calculé mois après mois selon la formule :
{\displaystyle IOA={\frac {10*(P_{a}-P_{am})}{S_{D}}}}
où :
- {\displaystyle P_{a}} est la différence entre la pression atmosphérique moyenne (pour le mois considéré) au niveau de la mer à Tahiti moins la pression atmosphérique moyenne au niveau de la mer à Darwin (Australie) en pascals ;
- {\displaystyle P_{am}} est la différence entre la pression atmosphérique moyenne (à long terme) au niveau de la mer à Tahiti moins la pression atmosphérique moyenne au niveau de la mer à Darwin (Australie) en pascals ;
- {\displaystyle S_{D}} est l'écart-type moyen à long terme du mois considéré en pascals.

Cet indice est généralement compris entre -35 et +35. Une valeur négative persistante de cet indice indique la venue d'un épisode du El Niño. Ceci est accompagné d'un réchauffement des températures océaniques de surface dans le centre et l'est de l'océan Pacifique ainsi que d'une diminution de la force des alizés. Des phénomènes météorologiques inhabituels se produisent alors dans tout le Pacifique : sécheresse dans les régions habituellement humides, fortes pluies dans les régions sèches, cyclones dans le Pacifique central (Polynésie française). Une valeur positive persistante est, elle, accompagnée du phénomène inverse de La Niña.